# شهرداری کاوادارسی
شهرداری کاوادارسی (به لاتین: Kavadarci Municipality) یک منطقهٔ مسکونی در مقدونیه شمالی است که در مقدونیه شمالی واقع شده‌است. شهرداری کاوادارسی ۱٬۱۳۲ کیلومتر مربع مساحت و ۳۸٬۷۴۱ نفر جمعیت دارد.